# AA Argentinos Juniors
Asociación Atlética Argentinos Juniors is een Argentijnse voetbalclub uit La Paternal, een wijk van de hoofdstad Buenos Aires.
El Bicho is een van de Argentijnse teams die het meest voetballers voortbrengt, Diego Maradona is er de belangrijkste van.

## Geschiedenis

### Amateurtijdperk
De club werd op 14 augustus 1904 opgericht in de wijk Villa Crespo en heette aanvankelijk Sol de la Victoria y Mártires de Chicago, ter nagedachtenis van de acht anarchisten die gevangengenomen werden en opgehangen werden bij de Haymarket-affaire in 1886. De eerste wedstrijd tegen Club La Prensa werd met desastreuze 12-1 cijfers verloren. Na een paar verhuizingen belandde de club in Villa Urquiza.
In 1920 kwam de club dicht bij promotie naar de hoogste klasse, maar verloor deze uiteindelijk aan Club El Porvenir. Een jaar later promoveerde de club wel en eindigde in het eerste seizoen al op een zesde plaats. Na twee rustige seizoenen eindigde de club in 1925 slechts op de 22ste plaats, maar zette dit één jaar later wel recht met de tweede plaats achter Boca Juniors. De volgende jaren eindigde de club in de middenmoot.

### Proftijdperk
In 1931 werd het profvoetbal ingevoerd in Argentinië. De amateurcompetitie bleef nog tot 1934 bestaan en leverde ook nog een landskampioen af samen met de profvoetballers. Argentinos Juniors koos er meteen voor om profvoetbal te spelen. De eerste seizoenen verliepen rustig. In 1934 fuseerde de club met CA Atlanta en werd zo Atlanta-Argentinos Juniors, maar na 25 speeldagen werd de fusie ongedaan gemaakt en vervolledigde Argentinos Juniors het seizoen en werd laatste. De club werd gespaard van degradatie en eindigde een jaar later negende, maar in 1937 volgde dan toch een degradatie naar een voorlaatste plaats.

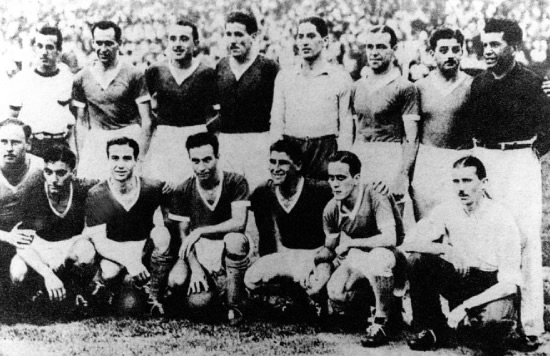
Team dat de Primera B won in.

In 1940 werd de club kampioen van de Primera B, maar ze mochten van de voetbalbond niet promoveren omdat hun stadion niet voldeed aan de eisen voor de hoogste klasse. Ze mochten ook niet in een ander stadion spelen terwijl andere clubs dat in het verleden wel mochten. De volgende jaren eindigde de club zelfs in de lagere middenmoot. Langzaam ging het beter en in 1946 werd de club weer derde. In 1948 werd de competitie in twee verdeeld, de topploegen speelden een play-off. Na zeven speeldagen werd de competitie stopgezet wegens een spelersstaking. Argentinos Juniors stond aan de leiding. De voetbalbond deed hun alweer onrecht aan door hen niet te laten promoveren, maar de teams die de voorbij twee jaar uit de hoogste klasse degradeerden kregen hierdoor hun plaats terug.

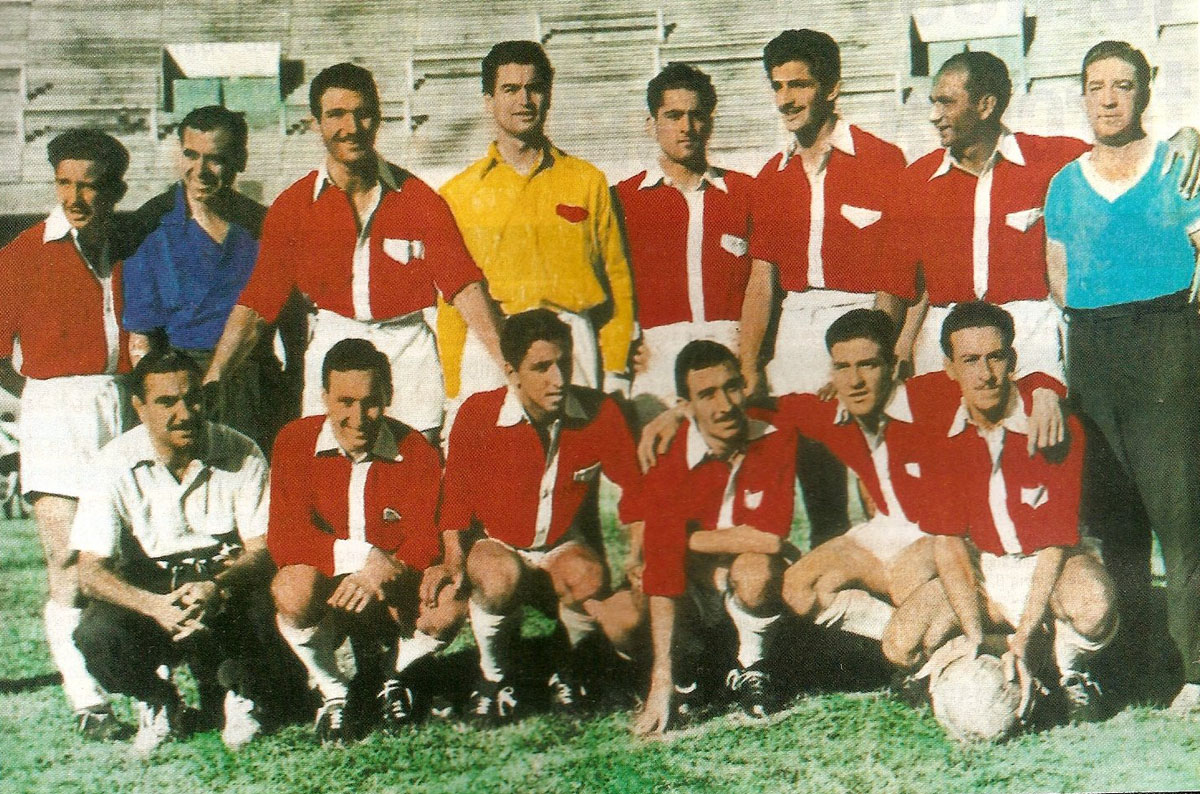
Elftal dat in 1955 promotie afdwong.

De volgende jaren kwam de club zelfs niet in de buurt van promotie. In 1954 eindigde de club tweede achter Estudiantes en een jaar later werd eindelijk de titel gevoerd met deze keer wel een promotie erbij. Na negentien jaar afwezigheid voegde de club zich terug bij de elite, maar meer dan een grijze muis was de club niet de eerste jaren.
In 1960 streed de club tot de laatste dag mee om de titel. CA Independiente stond weliswaar 2 punten voor maar het doelsaldo van Argentinos was beter in geval van gelijke stand. Independiente verloor van Atlanta, maar door een 4-1 draai om de oren van Racing Club zagen de jongens van Argentinos de eerste titel aan hun neus voorbij gaan en werden zelfs nog bijgebeend door River Plate. De volgende jaren kon de club niet meer dan een bijrol spelen.
In 1967 werd het systeem omgevormd; er kwamen twee kampioenschappen per jaar, de Metropolitano en Nacional. Aan de Nacional namen minder clubs deel en die moesten zich via de Metropolitano plaatsen. Argentinos plaatste zich pas in 1971 voor de eerste keer.
Op 20 oktober 1976 waren de fans van Argentinos en een paar fans van het bezoekende Talleres de Córdoba getuige van een van de meest merkwaardige debuuts in het Argentijnse voetbal, al wisten ze dat op moment zelf nog niet. Diego Maradona viel in die wedstrijd op amper 15-jarige leeftijd. Hij was de jongste speler ooit in de Argentijnse competitie, een record dat in 2003 gebroken werd door Sergio Agüero. De club verloor de wedstrijd, maar met Maradona aan hun zijde verbeterden de resultaten gaandeweg. In 1978 werd de club vijfde in de Metropolitano. Een jaar later werd de club gedeeld tweede met CA Vélez Sarsfield en speelde een play-off voor de volgende ronde, maar verloor deze. Samen met Sergio Fortunato van Estudiantes was Maradona topschutter dat seizoen. In de Nacional van dat jaar was de club wel alleen topschutter. Hij werd vier keer op rij topschutter en evenaarde zo het record van José Sanfilippo. In de Metropolitano van 1980 werd de club tweede, het beste resultaat sinds de invoering van het profvoetbal.
Maradona werd in 1981 aan Boca verkocht voor 1 miljoen pond. Met het transfergeld
kon de club de volgende jaren versterking aantrekken, maar in de competitie waren ze nu verloren zonder Maradona. De club kon pas in extremis de degradatie vermijden waardoor San Lorenzo voor het eerst degradeerde. Onder leiding van Ángel Labruna werden in 1983 enkele nieuwe talenten aangebracht, echter overleed Labruna dat jaar onverwachts en kwamen ze onder de hoede van Roberto Saporiti. Hij ging verder op het elan van Labruna, met dezelfde spelersgroep en ze wonnen de Metropolitano van 1984 met één punt voorsprong op Ferro Carril Oeste. José Yudica werd de nieuwe coach.
In de Copa Libertadores 1985 werd de club twee keer groepswinnaar en plaatste zich voor de finale tegen het Colombiaanse América de Cali. Danzkij een goal van Emilio Commisso won de club de heenwedstrijd, maar de terugwedstrijd werd met 1-0 verloren waardoor er een derde beslissende wedstrijd plaatsvond op neutrale grond in Asunción. Commisso scoorde opnieuw, maar ook Cali scoorde waardoor het uiteindelijk op penalty's uitdraaide. Iedereen trof raak, behalve de Colombiaan Ántony de Ávila waardoor Argentinos Juniors de winnaar werd van de Copa. Enkele sterspelers waren Enrique Vidallé, Carmelo Villalba, José Luis Pavoni, Jorge Olguín, Adrián Domenech, Emilio Commisso, Sergio Batista, Mario Videla, Pepe Castro, Claudio Borghi en Carlos Ereros. In de intercontinentale beker speelde de club tegen Juventus. Via goals van Ereros en Castro kwam de club telkens op voorsprong maar Juventus maakte binnen de tien minuten gelijk. Na verlengingen kwam het tot strafschoppen, Batista en Pavoni misten waardoor Juventus de beker won. In de nationale competitie had de club de titel opnieuw gewonnen in 1985.
Vanaf 1985/86 werd in Argentinië het voetbal naar Europees model ingevoerd, de club werd vierde. De club won in 1986 wel de minder prestigieuze Copa Interamericana tegen Defence Force, maar ging er in de Copa Libertadores uit op doelsaldo tegen River Plate.
Hierna begon het verval. De topspelers verlieten een voor een de club en in de competitie ging het ook een stuk minder. In 1988 zette vestigde de club een wereldrecord wat betreft langste serie penalty's. Dat jaar was de regel dat in de competitie na een gelijkspel er penalty's genomen werden en de winnaar kreeg een punt extra in de competitie. Tegen Racing Club werden er 44 penalty's genomen en werd het uiteindelijk 20-19 in het voordeel van Argentinos.
Vanaf 1990 werd het Apertura-Clausura systeem ingevoerd. De club startte met een vierde plaats, maar zakte de volgende seizoenen steeds dieper. Er kwamen een kleine heropleving met een vijfde plaats in de Apertura van 1994, maar dit werd door een laatste plaats in de Clausura. Het volgende seizoen eindigden ze zestiende en twintigste waardoor een degradatie niet meer afgewend kon worden. Amper na één seizoen maakte de club weer zijn opwachting bij de elite en eindigde twee keer achtste. Na het vertrek van spelers als Hugo Brizuela en Jorge Quinteros ging de spiraal weer neerwaarts en in 2002 volgde een nieuwe degradatie.
Na twee seizoenen in de tweede klasse keerde de club andermaal terug. De volgende twee jaar moesten ze zich telkens via de eindronde van het behoud veilig stellen, tegen respectievelijk Atlético de Rafaela en CA Huracán. De seizoenen erna eindigde de club in de middenmoot. De club nam deel aan de Copa Sudamericana 2008 en schakelde daar achtereenvolgens San Lorenzo, San Luis en SE Palmeiras uit en verloor dan in de halve finale van Estudiantes. De club won de Clausura van 2010 en mocht zo aantreden in de Copa Libertadores 2011 maar werd laatste in de groepsfase. Vanaf 2012 werd Apertura-Clausura vervangen door Torneo Inicial en Torneo Final. De club eindigde in de lagere middenmoot een paar keer en omdat degradatie bepaald wordt over de resultaten van drie seizoenen degradeerde de club in 2014 uit de hoogste klasse.

## Erelijst
Nationaal
- Primera División (3): 1984 Metropolitano, 1985 Nacional, 2010 Clausura
- Primera B Nacional (2): 1997, 2017
- Primera B Metropolitana (3): 1940, 1948, 1955

Internationaal
- Copa Interamericana (1): 1986
- CONMEBOL Libertadores (1): 1985

## Tenue
Het thuistenue is rood met drie witte bogen, het uittenue is wit met drie rode bogen en rood-blauwe strepen.

## Bekende (oud-)spelers
- Roberto Acuña
- Sergio Batista
- Lucas Biglia
- Claudio Borghi
- Esteban Cambiasso
- Ramiro Castillo

- Gaspar Íñiguez
- Iván Kaviedes
- Diego Maradona
- Faryd Mondragón
- Leonel Núñez
- Gustavo Oberman

- Diego Placente
- Gustavo Quinteros
- Fernando Redondo
- Juan Román Riquelme
- Robert Siboldi
- Juan Pablo Sorín

## Trivia
- Het stadion is vernoemd naar Diego Maradona.